# Brian Lourie
Brian Lourie (ur. 1969, zm. 2 października 2008) – kanadyjski wokalista i perkusista, członek grup Slaughter, Strappado i The Kill. Lourie zmarł z powodu ataku serca w wieku 39 lat.